# 入球小動脈
入球小動脈(afferent arterioles)是人體的小動脈，是腎動脈的分支，供應腎臟中腎元的養份，進入鮑氏囊後再分支而形成一團微血管網，即為腎絲球，腎絲球會將血液過濾生成原尿。

## 其他圖片

腎小體。整個結構是腎小體。藍色的結構(A)是鮑氏囊(2和3).粉紅色的結構是腎小球及其毛細管。在左側，血液從入球小動脈流入(9)，通過毛細管(10)，並從出球小動脈(11)流出。腎小球系膜為粉紅色結構位於腎小球內毛細管之間(5a/腎小球內系膜細胞)並向外延伸出腎小球(5b/腎小球外系膜细胞).

## 外部連結
- MCG生理学 7/7ch03/7ch03p10 - "Renal Vasculature: Efferent Arterioles & Peritubular Capillaries"
- Organology at UC Davis Urinary/mammal/vasc0/vasc2 - "Mammal, renal vasculature (EM, Low)"